# 365 km (obwód riazański)
365 km (ros. 365 км) – przystanek kolejowy w pobliżu miejscowości Diekabristy, w rejonie sasowskim, w obwodzie riazańskim, w Rosji. Położony jest na linii Moskwa – Riazań – Samara.